# ویلا (داکوتای جنوبی)
ویلا(به انگلیسی: Vilas) شهری در ایالت داکوتای جنوبی کشور ایالات متحده آمریکا است که جمعیت آن در سرشماری سال ۲۰۱۰ میلادی، ۲۰ نفر بوده‌است.